# Жуков (телесеріал)
«Жуков» (рос. Жуков) — російський історичний телесеріал 2012 р., що оповідає про післявоєнний відрізок життя Маршала Радянського Союзу Георгія Костянтиновича Жукова. Фільм охоплює період з червня 1945 — з Параду Перемоги — до 1974 р. — до смерті маршала.

## Сюжет
У фільмі розгортаються дві сюжетні лінії. Перша показує взаємини Г.К. Жукова та владних структур. Після війни проти нього порушено «Трофейна справа», за якою маршал звинувачувався в незаконному вивезенні з Німеччини та присвоєнні раритетів, меблів і художніх цінностей. І. В. Сталін звинувачував Жукова в роздуванні своїх заслуг в справі розгрому фашистської Німеччини та присвоєнні собі розробок військових операцій, до яких не мав ніякого відношення. У фільмі на основі документальних джерел відтворюються сцени, що мали місце в реальності. Після смерті Сталіна Жуков взяв участь в арешті Берії, активно підтримав прихід до влади М. С. Хрущова і посів посаду міністра оборони СРСР. Однак підозрілість верховного керівництва країни знову дала про себе знати: в 1957 р. Жуков виключений зі складу ЦК партії, знятий з усіх посад і в 1958 р. відправлений у відставку.
Паралельно з військовою та політичною кар'єрою в фільмі детально розповідається про стосунки Жукова з трьома жінками: з дружиною Олександрою Дієвною Зуйковою (Олена Яковлева), яка народила двох дочок, та коханками Лідією Захаровою (Любов Толкаліна), військово-польовою подругою, стосунки з якою тривали 9 років, і з Галиною Семеновою (Ганна Банщикова) — матір'ю молодшої дочки Марії. Галина Семенова офіційно стала дружиною маршала в 1965 р., хоча стосунки з нею почалися ще в 1950 р.

## Ролі
- Олександр Балуєв — Георгій Жуков
- Олена Яковлева — Олександра Дієвна
- Ірина Розанова — Лідія Русланова
- Любов Толкаліна — Лідія Захарова
- Ганна Банщикова — Галина Семенова
- Анатолій Дзиваєв — Йосип Сталін
- Адам Булгучев — Лаврентій Берія
- Олександр Песков — Віктор Абакумов
- Борис Щербаков — Михайло Піліхін
- Юрій Цурило — Павло Рибалко
- Олександр Потапов — Микита Хрущов
- Сергій Бездушний — Леонід Брежнєв
- Віктор Балабанов — В'ячеслав Молотов
- Ігор Маричев — Георгій Маленков
- Сергій Вайнер — Лазар Каганович
- Олександр Резалин — Анастас Мікоян
- Анатолій Блєдний — Микола Булганін
- Віктор Фалалєєв — Костянтин Рокоссовський
- Володимир Большов — Рєпін

## Виробництво
Подробиці цього періоду його життя довгий час намагалися не афішувати. Кілька років тому, працюючи над документальним циклом «Кремль-9», Олексій Піманов розкопав чимало невідомих раніше фактів біографії легендарного маршала.
Робота над створенням фільму від написання сценарію, створення команди, підбору акторів, проведення зйомок не в студіях, а в натуральних інтер'єрах описуваних подій до відточеності деталей зайняла п'ять років. Самі зйомки тривали більше року. Географія — від підмосковної дачі Сталіна і Кремля до Сочі.
У телефільмі актор Балуєв грає Жукова у віці від 50 до 78 років. Балуєву робили звичайний вікової грим, ретельно прорисовуючи всі зморшки. На думку творців, органіка і харизма артиста важливіше портретної схожості.
Дія фільму охоплює майже тридцять років. У фільмі задіяно багато техніки того періоду (машини, поїзди, літаки 40-х і 50-х рр.). Військова форма різних років, костюми, сукні — багато що з цього шилося на замовлення.

## Критика
Рейтинг на сайті КиноПоиск.ru — 7,1/10.